# Complesso del Castello di Mir
Il Complesso del castello di Mir (in bielorusso: Мі́рскі за́мак, Mirski zamak) è un Patrimonio dell'umanità dell'Unesco situato in Bielorussia, vicino alla città di Mir nel distretto di Karėličy, nella voblasc' di Hrodna e costruito sul livello del mare. Eretto nel XVI secolo in stile tardo gotico in mattoni, è uno dei pochi monumenti architettonici rimasti dell'ex Confederazione polacco-lituana nell'odierna Bielorussia. Si trova 29 chilometri a nord-ovest di un altro sito appartenente all'elenco dei Patrimoni dell'umanità, il castello di Njasviž.

## Storia e descrizione
La costruzione del castello di Mir iniziò alla fine del XV secolo, in stile gotico. La costruzione fu ultimata dal duca Ilinich agli inizi del XVI secolo in quello che all'epoca era il governatorato di Minsk. Nel 1568 il castello passò nelle mani del duca Radziwiłł, che finì la costruzione in stile rinascimentale. Lungo i muri settentrionale e orientale del castello venne costruito un palazzo di tre piani. Le facciate intonacate furono decorate con portali calcarei, piastre, balconi e porticati.

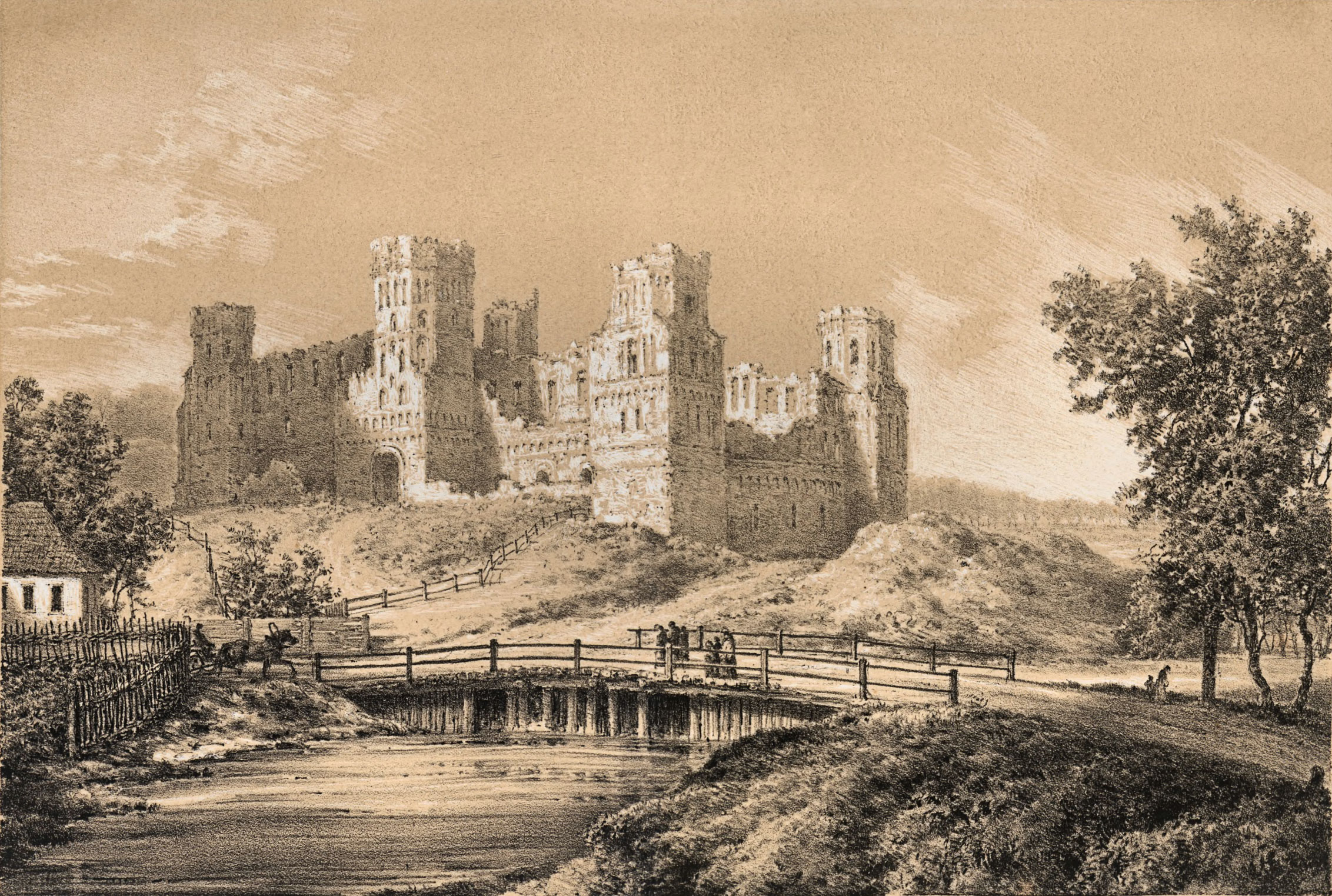
Un dipinto del 1876 di Napaleon Orda

Dopo essere stato abbandonato per quasi un secolo e dopo aver subito seri danni nel periodo napoleonico, il castello venne restaurato alla fine del XIX secolo. Nel 1813, dopo la morte di Dominik Hieronim Radziwiłł, il castello passò a sua figlia Stefania, che sposò Ludwig zu Sayn-Wittgenstein-Berleburg. Successivamente il castello passò alla loro figlia Maria, che sposò il principe Chlodwig zu Hohenlohe-Schillingsfürst. Il loro figlio, Moritz zu Hohenlohe-Schillingsfürst, nel 1895 vendette il castello a Nikolaj Ivanovič Svjatopolk-Mirskij, del clan Białynia.

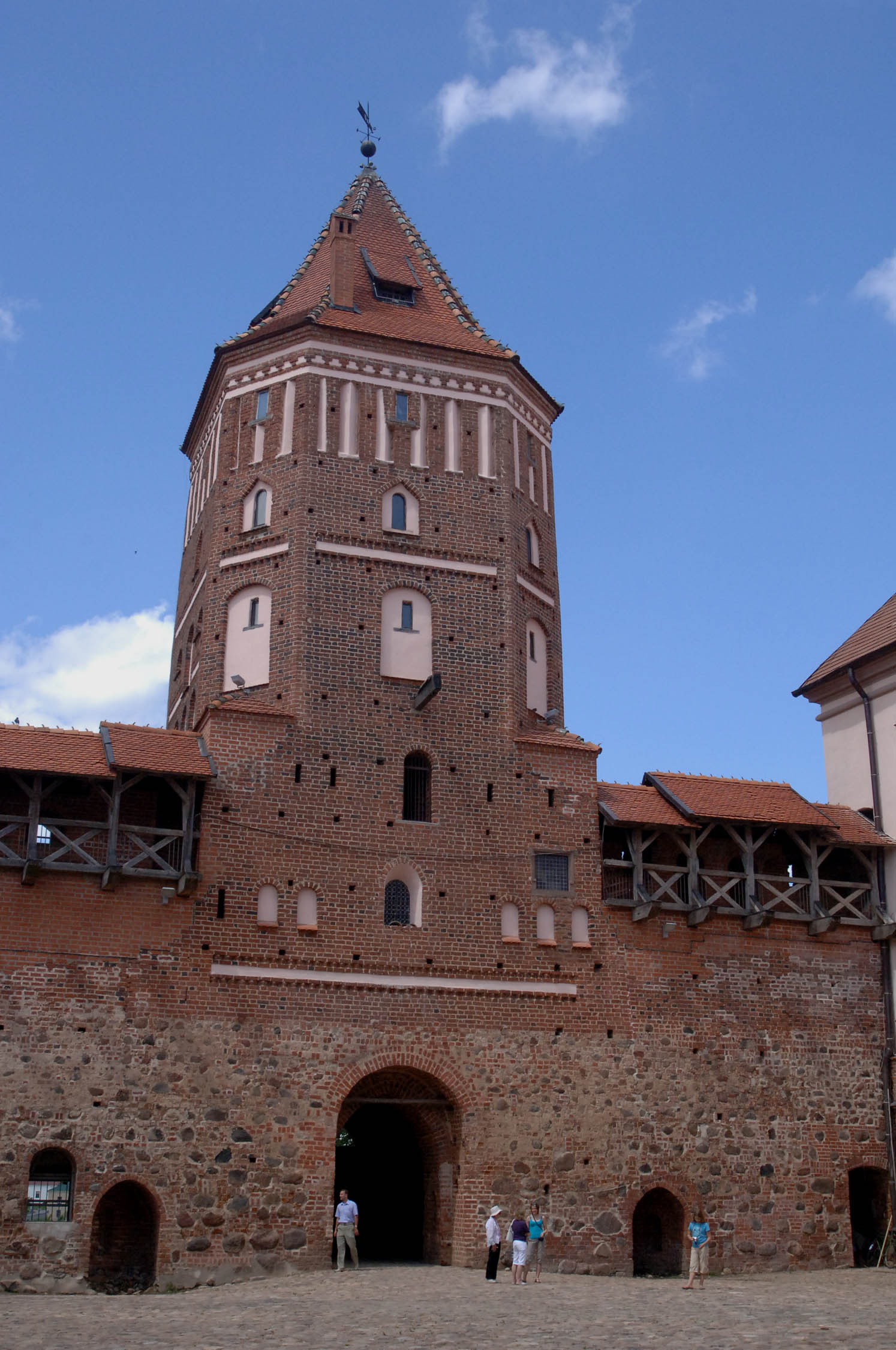
Vista dal cortile

Il figlio di Mikołaj, Michal Swiatopelk-Mirski, cominciò a ricostruire il castello seguendo il progetto dell'architetto Teodor Bursze. La famiglia Swiatopelk-Mirski possedette il castello fino al 1939; durante la Seconda guerra mondiale venne requisito dalle forze d'occupazione naziste e venne utilizzato come ghetto per la locale popolazione ebraica prima dell'avvio ai campi di concentramento.

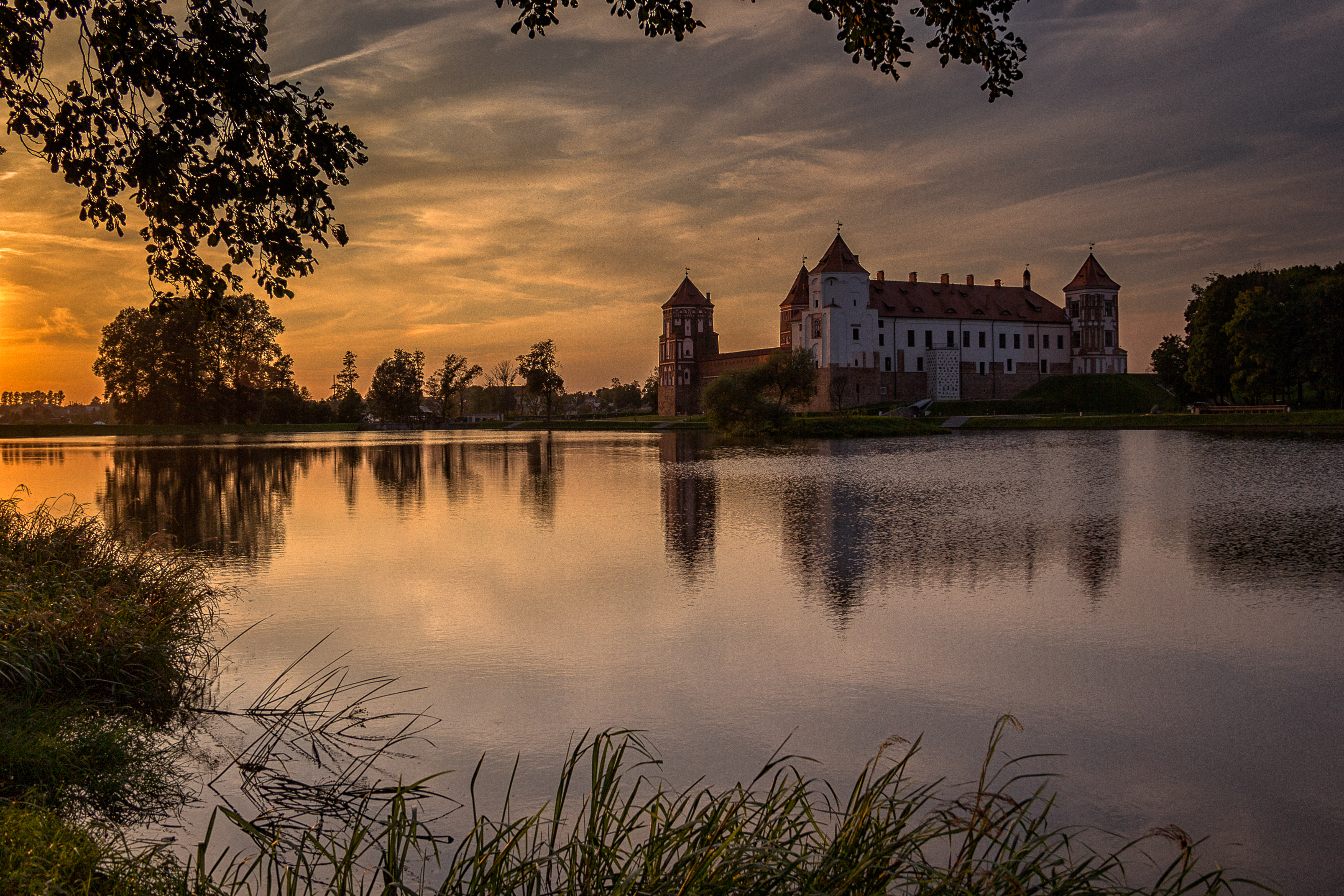
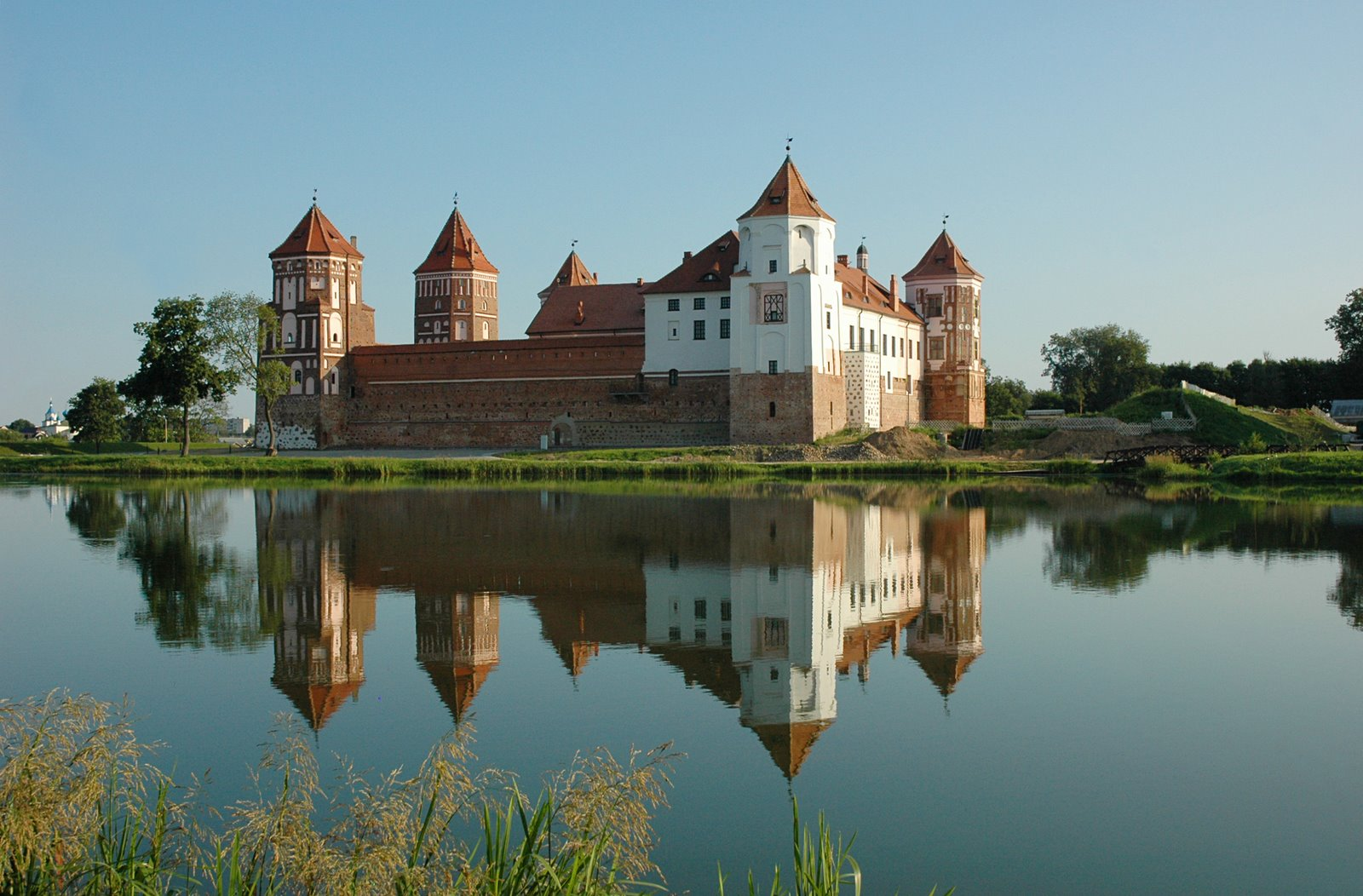
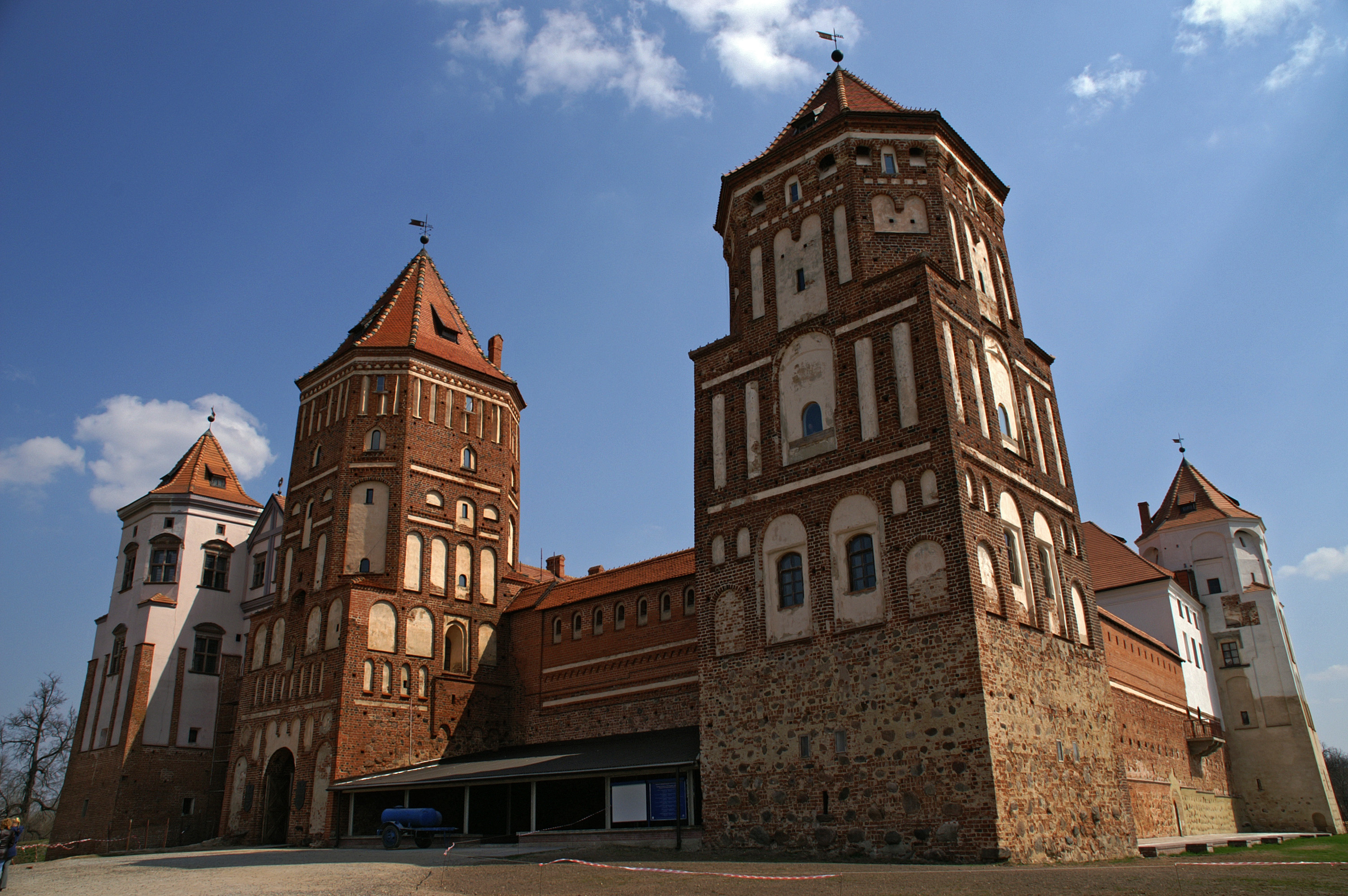
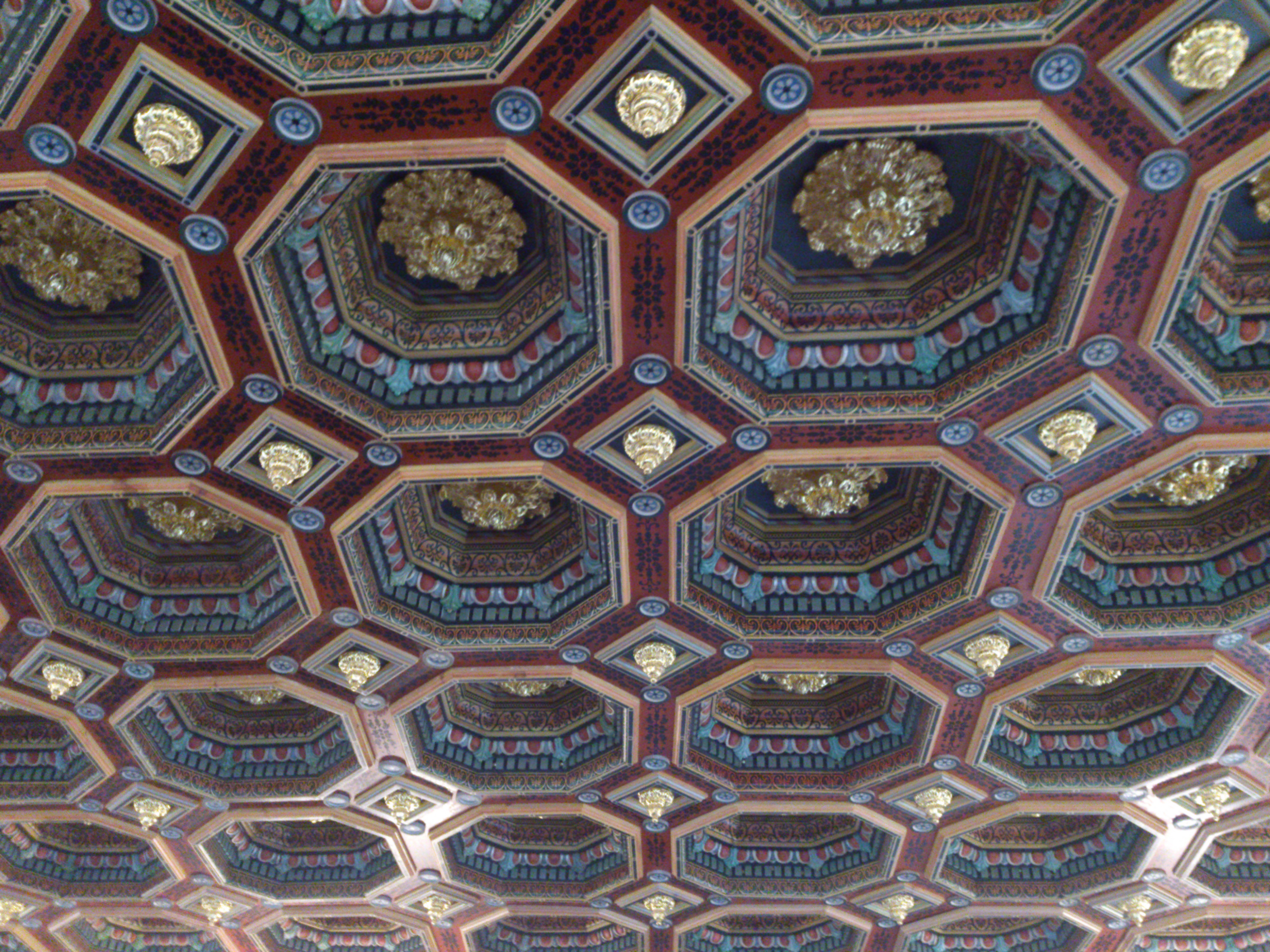
Il soffitto rinascimentale della Sala da Pranzo.